# Canton de Bouchain
Le canton de Bouchain est un ancien canton français, situé dans le département du Nord et la région Nord-Pas-de-Calais.

## Composition
Le canton de Bouchain regroupait les communes suivantes :
| Nom                    | Code Insee | Codepostal | Superficie (km2) | Population (dernière pop. légale) | Densité (hab./km2) |
| ---------------------- | ---------- | ---------- | ---------------- | --------------------------------- | ------------------ |
| Bouchain (chef-lieu)   | 59092      | 59111      | 12,39            | 3 995 (2012)                      | 322                |
| Avesnes-le-Sec         | 59038      | 59296      | 10,39            | 1 405 (2012)                      | 135                |
| Émerchicourt           | 59192      | 59580      | 5,11             | 858 (2012)                        | 168                |
| Haspres                | 59285      | 59198      | 12,20            | 2 788 (2012)                      | 229                |
| Hordain                | 59313      | 59111      | 5,66             | 1 458 (2012)                      | 258                |
| Lieu-Saint-Amand       | 59348      | 59111      | 5,11             | 1 335 (2012)                      | 261                |
| Lourches               | 59361      | 59156      | 2,65             | 3 881 (2012)                      | 1 465              |
| Marquette-en-Ostrevant | 59387      | 59252      | 7,47             | 1 758 (2012)                      | 235                |
| Mastaing               | 59391      | 59172      | 5,97             | 869 (2012)                        | 146                |
| Neuville-sur-Escaut    | 59429      | 59293      | 4,74             | 2 580 (2012)                      | 544                |
| Noyelles-sur-Selle     | 59440      | 59282      | 5,05             | 754 (2012)                        | 149                |
| Rœulx                  | 59504      | 59172      | 4,02             | 3 775 (2012)                      | 939                |
| Wasnes-au-Bac          | 59645      | 59252      | 5,19             | 584 (2012)                        | 113                |
| Wavrechain-sous-Faulx  | 59652      | 59111      | 3,80             | 395 (2012)                        | 104                |

## Représentation

### conseillers généraux de 1833 à 2015
| Période | Période           | Identité                                  | Étiquette             | Qualité |
| ------- | ----------------- | ----------------------------------------- | --------------------- | --- |
| 1833    | 1836              | Pierre François Dumont                    | Opposition dynastique | Propriétaire d'usines à Raismes, Député du 10e Collège électoral du Nord (Valenciennes) (1834-1842), Conseiller général du Canton de Valenciennes-Sud (1833-1836), Maire de Ferrière-la-Grande (1860-1864). |
| 1836    | 1845              | Baron Gustave Lahure                      |                       | Lieutenant-général en retraite à Wavrechain-sous-Faulx, Conseiller général du Canton de Valenciennes-Sud (1836-1845).                                                                                       |
| 1845    | 1848              | Emile Louis Fénelon Boulanger (1800-1875) |                       | Juge au Tribunal civil de Valenciennes, Conseiller général du Canton de Valenciennes-Sud (1845-1871). |
| 1848    | 1852              | Désiré Gouvion-Deroy                      |                       | Fabricant de sucre à Denain |
| 1852    | 1869 (décès)      | Jean Lebret (1796-1869)                   |                       | Associé-régisseur-gérant des mines d'Anzin à Denain |
| 1869    | 1871              | Augustin Louis Fortuné Maniez             |                       | Juge au Tribunal civil de Valenciennes |
| 1871    | 1873 (démission)  | Emile Carlier                             |                       | Négociant, maire de Neuville-sur-Escaut |
| 1873    | 1883              | Auguste Caullet                           | Républicain           | Fabricant de sucre (ferme de Fleury) Maire d'Haspres (1867-1881) |
| 1883    | 1885              | Hubert Joseph Delcambre (1820-1900)       | Républicain           | Brasseur et vétérinaire, maire de Denain, conseiller d'arrondissement |
| 1885    | 1915 (décès)      | César Caullet                             | Républicain           | Agriculteur et fabricant de sucre Conseiller municipal de Haspres |
| 1915    | 1919              | siège vacant                              |                       | |
| 1919    | 1932 (annulation) | Charles Clément                           | SFIO                  | Maire de Rœulx (1919-1934) |
| 1932    | 1937              | Kléber Legay (1889-1949)                  | SFIO                  | Ouvrier mineur, président du syndicat CGT des mineurs du Nord |
| 1937    | 1940              | Charles Lemoine (1908-1969)               | PC-SFIC               | Ouvrier mineur, métallurgiste, Douchy-les-Mines Secrétaire général du syndicat des mineurs d'Anzin Déchu à la suite du décret Daladier                                                                      |
|         |                   |                                           |                       | |
| 1943    | 1945              | Alphonse Bury (1884-1960)                 |                       | Industriel Maire d'Avesnes-le-Sec Nommé conseiller départemental en 1943 |
|         |                   |                                           |                       | |
| 1945    | 1949              | Pierre Bailleux                           | PCF                   | |
| 1949    | 1973              | Olivier Mouton                            | SFIO puis PS          | Employé Maire de Lourches (1948-1983) |
| 1973    | 1985              | Jules Vanghelle                           | PCF                   | Maire de Rœulx (1945-1947 et 1965-1983) |
| 1985    | 1995 (décès)      | Jean Dhollande                            | PCF                   | Receveur à La Poste Maire de Bouchain (1995) |
| 1996    | 2015              | Albert Després                            | PCF                   | Instituteur, maire de Rœulx (1989-2014) Vice-Président du Conseil Général Suppléant du député Patrick Leroy (1997-2002)                                                                                     |

### Conseillers d'arrondissement (de 1833 à 1940)
Le canton de Bouchain avait deux conseillers d'arrondissement jusqu'en 1897.
| Période                                  | Période          | Identité                                 | Étiquette   | Qualité |
| ---------------------------------------- | ---------------- | ---------------------------------------- | ----------- | --- |
| 1833                                     | 1848             | Adolphe Deslinsel                        |             | Agriculteur, fabricant de sucre, maire de Denain                                                                                     |
| 1833                                     | 1845             | François Régnier                         |             | Notaire à Bouchain |
| 1845                                     | 1848             | M. Boucher                               |             | Notaire à Bouchain |
|                                          |                  |                                          |             | |
| 1871                                     | 1874             | Augustin Élie Joseph Caullet (1814-1889) |             | Agriculteur, maire de Haspres |
| 1871                                     | 1874             | M. Cartigny                              |             | Notaire à Valenciennes |
| 1874                                     | 1880             | Louis Scribe                             |             | Brasseur et cultivateur, maire d'Abscon                                                                                              |
| 1874                                     | 1885 (démission) | Louis Laderrière                         |             | Brasseur à Escaudain |
| 1880                                     | 1884 (démission) | Hubert Joseph Delcambre                  |             | Brasseur et vétérinaire, Denain |
| 16 mars 1885                             | 1886             | Ignace Cauvez (1853-1908)                | Républicain | Fabricant de sucre, maire d'Abscon (1884-1892)                                                                                       |
| 1886                                     | 1897             | Louis Antoine Denis                      |             | Président de la Société des ouvriers mineurs, maire de Denain                                                                        |
| 1886                                     | 1897             | Joseph Lempereur                         |             | Propriétaire à Lieu-Saint-Amand |
|                                          | 1891 (décès)     | Henri Emile Fauville (1824-1891)         |             | Brasseur, cultivateur, maire de Bouchain                                                                                             |
| 1897                                     | 1919             | Clément Coquelle (1849-1935)             | Républicain | Agriculteur, maire de Mastaing |
| 1919                                     | 1940             | Louis Dupriez (1879-1942)                | SFIO        | Ouvrier mineur, maire de Lourches (1921-1940) Président du Conseil d'arrondissement (1934-1940) Révoqué par le Gouvernement de Vichy |
| Les données manquantes sont à compléter. |                  |                                          |             | |
| 1940                                     |                  |                                          |             | Les conseils d'arrondissement ont été suspendus par la loi du 12 octobre 1940 et n'ont jamais été réactivés                          |

## Démographie
| 1962   | 1968   | 1975   | 1982   | 1990   | 1999   | 2006   | 2011   | 2012   |
| ------ | ------ | ------ | ------ | ------ | ------ | ------ | ------ | ------ |
| 27 824 | 28 242 | 28 680 | 26 771 | 26 012 | 25 783 | 26 170 | 26 324 | 26 435 |

### Pyramide des âges
Comparaison des pyramides des âges du Canton de Bouchain et du département du Nord en 2006
| Hommes | Classe d’âge   | Femmes |
| ------ | -------------- | ------ |
| 0,3    | 90 ans et plus | 0,8    |
| 4,9    | 75 à 89 ans    | 8,5    |
| 11,1   | 60 à 74 ans    | 13,6   |
| 20,8   | 45 à 59 ans    | 20,2   |
| 21     | 30 à 44 ans    | 19,7   |
| 20     | 15 à 29 ans    | 17,9   |
| 21,9   | 0 à 14 ans     | 19,3   |

| Hommes | Classe d’âge   | Femmes |
| ------ | -------------- | ------ |
| 0,2    | 90 ans et plus | 0,8    |
| 4,3    | 75 à 89 ans    | 7,9    |
| 10,3   | 60 à 74 ans    | 11,9   |
| 19,7   | 45 à 59 ans    | 19,4   |
| 21,1   | 30 à 44 ans    | 20,1   |
| 22,6   | 15 à 29 ans    | 21     |
| 21,6   | 0 à 14 ans     | 19     |